# Alfie Deyes
Alfie Deyes (Londres, 17 de setembro de 1993) é um youtuber e vlogista britânico que comanda os canais PointlessBlog, PointlessBlogVlogs e AlfieGames.

## Vida pessoal
Deyes é um youtuber britânico conhecido principalmente por seus vlogs, namora atualmente com a vlogger e blogger Zoe Sugg, mais conhecida como Zoella, com quem divide uma casa em Brighton

## Carreira
Deyes começou o seu canal PointlessBlog no YouTube em 2009. Em Julho de 2014, Deyes possuía cerca de 2.6 milhão de subscritores e cerca de 166 milhões de visualizações no YouTube. Ele também possuí cerca de 1 milhão de seguidores no Twitter e cerca de 1 milhão de seguidores no Instagram. Ele foi nomeado pelo Yahoo! News como um dos "12 Web-savvy entrepreneurs to watch" (12 mais experientes empresários online para se ver) em Dezembro de 2013, e foi destaque na capa da edição de Janeiro de 2014 da revista Company para o artigo "Geração Youtube".
Deyes possui colaborações com diversos Youtubers; incluindo Tanya Burr, Louis Cole, Louise Pentland, Grace Helbig, Harley Morenstein (EpicMealTime), Tyler Oakley, Troye Sivan e Zoe Sugg. Ele também criou videos com Ariana Grande para a network You Generation no Youtube. Ele atualmente estrela, junto a outros youtubers, na série do canal Style Haul The Crew, descrito pelo site jovem Sugarspace.com como "a versão masculina de Loose Women, mas pouco menos pervertido".
Em 2013, Deyes foi um dos membros do canal "Guinness World Record OMG!" e mantem alguns recordes mundiais, incluindo "Mais pulseiras colocadas em 30 segundos por uma equipe ou duas pessoas", junto aos Youtubers Marcus Butler e 'Laurbubble' (que ainda o mantem); e "Mais bombinhas de festa estouradas em 30 segundos" com a cronometragem de 29 segundos, batendo o recorde anterior por 1 segundo (ele acabou perdendo o recorde para Ashrita Furman em Outubro de 2013).

## The Pointless Book
Deyes assinou contrato com a editora Blink Publishing em 2014, com seu livro de estreia The Pointless Book previsto para ser lançado em Setembro do mesmo ano. O livro metade jornal, metade livro de atividades incluirá o download de um aplicativo gratuito e integração com as redes sociais.

## Prêmios e nomeações
| Ano  | Nomeados                                  | Prêmio                                    | Resultado |
| ---- | ----------------------------------------- | ----------------------------------------- | --------- |
| 2014 | "Ariana Does My Makeup" com Ariana Grande | Teen Choice Award para Colaboração da Web | Indicado  |